# Eccopsis aegidia
Eccopsis aegidia är en fjärilsart som beskrevs av Edward Meyrick 1932. Eccopsis aegidia ingår i släktet Eccopsis och familjen vecklare. Inga underarter finns listade i Catalogue of Life.